# Nesiotoniscus dianae
Nesiotoniscus dianae es una especie de crustáceo isópodo terrestre de la familia Trichoniscidae.

## Distribución geográfica
Son endémicos del este de la España peninsular y de las islas Pitiusas.